# Биликтуй (Иркутская область)
Биликтуй (бур. Бэлигтэй) — село в составе Железнодорожного муниципального образования Усольского района Иркутской области.

## Происхождение названия
Название Биликтуй связано с бур. бэлиг — «мудрость», «ум», «знание», «способность», «дарование», бэлигтэ(й) — «разумный», «мудрый», «одарённый», «даровитый», «талантливый». Предполагается, что это могло быть имя жившего здесь бурята.

## География
Расположено примерно в 20 километрах от райцентра на реках Картагон и Биликтуйка.

### Внутреннее деление
Село состоит из 13 улиц:
- 8 Марта
- Зелёный Мыс
- Интернациональная
- Коммунистическая
- Набережная
- Новая
- Октябрьских Событий
- Полевая
- Советский (переулок)
- Совхозная
- Советская
- Школьный (переулок)
- Чапаева

Кроме того, в состав села входят садовые товарищества Монтажник и Черёмушки.

## История
Предположительно, населённый пункт был основан в 1720 году семьями ямщиков.
После подавления крестьянского восстания под предводительством Емельяна Пугачёва в Биликтуй были сосланы 17 его участников.
Население села на 1807 год составляло 663 человека.
В 1860-е годы в Биликтуе была открыта мельница.
В 1872 году в селе было открыто училище на три класса, где учились около 60 человек.
Большинство местных жителей работали на проходившем рядом Московском тракте, занимались растениеводством, а также охотой и рыболовством. Продукты хозяйства продавались на базарах в населённом пункте Тельма. Некоторые из биликтуйцев совершали грабежи проходивших по тракту обозов. В 1892 году в газете «Сибирь» писалось: 

«Обозные ямщики сообщили, что между Биликтуем и Мальтою учреждены казачьи разъезды в видах ограждения обозов от грабежей. Но, тем не менее, сельские власти, по той же причине не позволяли обозам ночью проходить через Усолье, Тельму, Биликтуй»
В 1898 году через Биликтуй прошла Транссибирская магистраль, что положительно сказалось на экономическом положении населённого пункта.
На 1901 год население Биликтуя составляло 1262 жителя, кроме того там проживали 124 ссыльных.
В 1904 году в населённом пункте открыли Фельдшерский пункт.

## Религия
В 1876—1815 годах в Биликтуе (Биликтуйской слободе) была построена каменная церковь. 

Это была каменная церковь, вероятно, довольно крупная, так как имела три престола. Главный из них, в холодном храме был освящен во имя Рождества Христова; боковые теплые приделы были посвящены — Святителю и Чудотворцу Николаю (правый) и Александру Невскому (левый). Храм имел в завершении восьмерик, над папертью возвышалась колокольня. Все здание венчало пять позолоченных крестов. При обозрении церквей в 1828 году иркутский архиепископ Михаил отметил, что церковь прочная и «очень хорошая».
На 1910 год в приходе церкви насчитывался 1851 прихожанин.
15 апреля 1935 года по Биликтуйский сельсовет принял постановление о закрытии церкви. В настоящий момент от неё ничего не осталось.
Также в Биликтуе была мечеть (о чём свидетельствуют архивы).

## Население
| 2002 | 2010 | 2011 | 2012 |
| ---- | ---- | ---- | ---- |
| 740  | ↗769 | →769 | ↗774 |